# Dadaab
Dadaab este un oraș din Garissa, Kenya. Înaltul Comisariat al Națiunilor Unite pentru Refugiați are aici adăposturi care în octombrie 2015 găzduiau 329.811 de refugiați.